# Liste der Baudenkmäler in Coburg/Seidmannsdorf

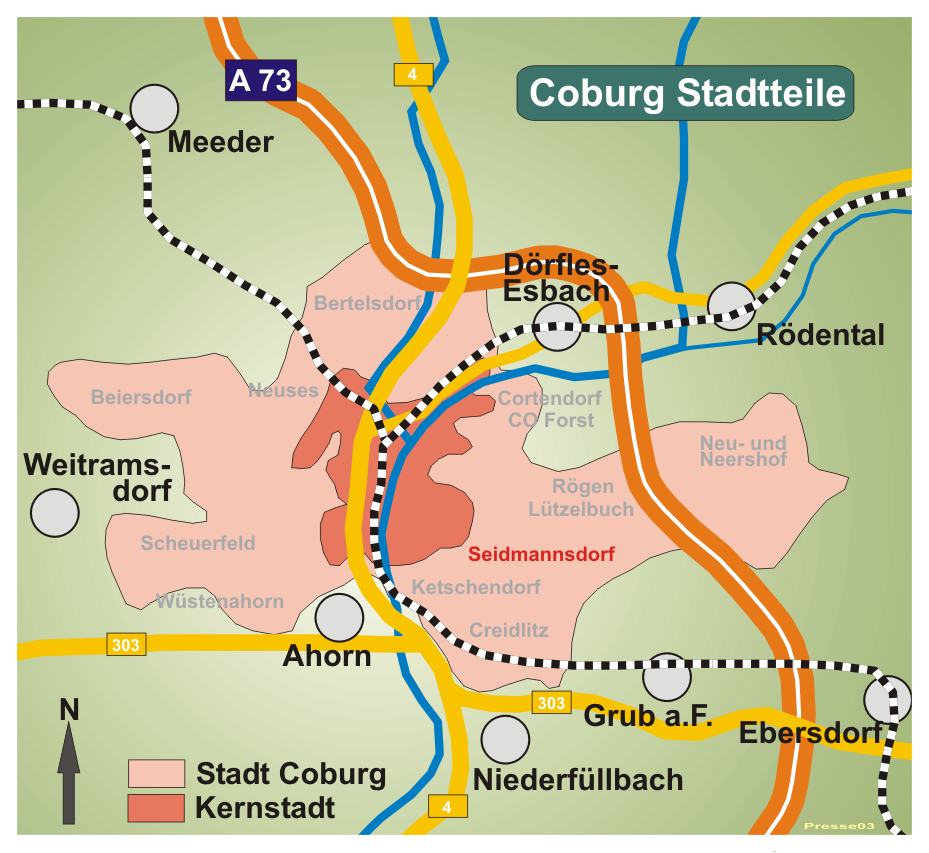
Coburg Stadtteil Seidmannsdorf

Der Coburger Stadtteil Seidmannsdorf bestand aus den Ortsteilen Löbelstein und Seidmannsdorf.

## Löbelstein
| Adresse Bezeichnung Akten-Nr.                                             | Beschreibung | Foto |
| ------------------------------------------------------------------------- | --- | ---- |
| Herzogsweg, Abzweig Ziegelhüttenberg (Standort) Grenzstein D-4-63-000-595 | Dieser Grenzstein aus dem 18. oder 19. Jahrhundert steht an der alten Weggabelung des Herzogswegs zur Veste und des Wegs Ziegelhüttenberg nach Löbelstein. Der Stein ist stark verwittert und kann deshalb nicht genau datiert werden. Die beiden abgebildeten Mohrenköpfe sind nicht auf den Fronten, sondern auf den Nebenseiten ausgearbeitet, was für solche Grenzsteine ungewöhnlich ist. |      |

## Seidmannsdorf
| Adresse Bezeichnung Akten-Nr.                                                                       | Beschreibung | Foto |
| --------------------------------------------------------------------------------------------------- | --- | ---- |
| Rohrbacher Straße 1 (Standort) Ehem. Gastwirtschaft D-4-63-000-852                                  | Ein 1746 errichteter zweigeschossiger Fachwerkbau mit Satteldach, der ehemals als Gastwirtschaft genutzt wurde. |      |
| Seidmannsdorfer Straße (Standort) Kriegerdenkmal D-4-63-000-614                                     | In einer Grünanlage an der Ecke Haarsgrund/Am Klausberg befindet sich das Kriegerdenkmal für die im Ersten Weltkrieg gefallenen Soldaten, das von den Gemeinden Seidmannsdorf-Löbelstein, Lützelbuch, Rögen und Rohrbach gestiftet wurde. Im Zentrum der Anlage steht ein von Bäumen umgebenes Soldatendenkmal, das einen Soldaten mit Stahlhelm und entblößtem Oberkörper darstellt. Vor den Sockelstufen befindet sich ein halbrundes Wasserbecken mit Brunnenausfluss. Zu beiden Seiten des Denkmalsockels stehen jeweils fünf beschriftete Steinkreuze. |      |
| Seidmannsdorfer Straße 277 (Standort) Pfarrhaus D-4-63-000-612                                      | Dieses Pfarrhaus im neugotischen Stil wurde auf dem Areal nordwestlich der evangelischen Kirche 1852 nach Plänen von Friedrich Streib errichtet. Es ersetzte den baufällig gewordenen älteren Pfarrhausbau. 1851 hatte der Zimmermeister Jacob Römhild aus Untersiemau den Plan für die Reparatur des alten Pfarrhauses vorgelegt; er war am Neubau 1852 beteiligt. 1956 erfolgten kleine Umbaumaßnahmen im Innenbereich. Bei einer umfassenden Renovierung 1968 bis 1970 wurde das Raumprogramm teilweise geändert. Das Gebäude ist ein zweigeschossiger Sandsteinquaderbau mit Satteldach. Hangabwärts befindet sich am Gebäude ein dreiachsiger Zwerchhausrisalit; die Fenster sind winkelförmig verdacht. An der linken Giebelseite bildet eine Treppe mit Podest den Zugang zum Garten. Auf der Rückseite befindet sich ein dreiachsiges Zwerchhaus. |      |
| Seidmannsdorfer Straße 277 a (Standort) Evang.-Luth. Pfarrkirche Unserer Lieben Frau D-4-63-000-611 | Die evangelisch-lutherische Pfarrkirche stammt aus dem 15. Jahrhundert. Möglicherweise ging sie aus einer noch älteren königlichen Eigenkirche des bis 1074 zurückdatierbaren königlichen Gutes Sithmarsdorff zurück. 1538 wurden Emporen eingebaut; dies ist ein fast sicheres Indiz dafür, dass die Kirche spätestens ab diesem Zeitpunkt protestantisch wurde. |      |
| Seidmannsdorfer Straße 279 (Standort) Zweigeschossiges Fachwerkhaus D-4-63-000-613                  | Dieses zweigeschossige, giebelständige Fachwerkhaus stammt aus dem Jahr 1619. Es ist ein Satteldachhaus, dessen südliche und westliche Seite historisierend verschiefert sind. Das Fachwerk besteht aus einem fast quadratischen Raster mit Schräghölzern. In der Mitte der Langseite ragt ein Zwerchhaus mit Satteldach hervor. Es war ursprünglich ein Wohnstallhaus. |      |
| Seidmannsdorfer Straße 279 a (Standort) Bauernhaus D-4-63-000-853                                   | Dieses Bauernhaus entstand um 1800 neben dem Haus Nr. 279 als Teil eines zweiflügeligen Bauernhofes. Das giebelständige Satteldachhaus ist zweigeschossig. Über dem massiven Erdgeschoss liegt teilweise das Fachwerk frei, wogegen die Süd- und Ostseite historisierend verschiefert sind. |      |